# Koeleria karavajevii
Koeleria karavajevii là một loài thực vật có hoa trong họ Hòa thảo. Loài này được Govor. mô tả khoa học đầu tiên năm 1971.